# Harald Christian Strand Nilsen
Harald Christian Strand Nilsen (* 7. Mai 1971 in Gjøvik) ist ein ehemaliger norwegischer Skirennläufer.
Nilsens erfolgreichste Saison war 1994/95, als er in zwei Kombinationen und drei Riesenslaloms unter die besten drei fuhr. Damit erreichte er den dritten Platz im Riesenslalomweltcup, Rang zwei in der Kombinationswertung und Platz 13 im Gesamtweltcup.
In den folgenden Jahren spezialisierte sich Strand Nilsen dann zum Slalomfahrer und erzielte dort regelmäßige Platzierungen in den ersten 15 eines Weltcuprennens. Ganz an die Erfolge aus den Jahren 1994 und 1995, bei denen er im Riesenslalom und in der Kombination insgesamt sechs Podestplätze erreichte, konnte er jedoch nicht anknüpfen. 
An den Olympischen Spielen 1994 in Lillehammer konnte er hinter seinen Landsmänner Lasse Kjus und Kjetil André Aamodt zudem Bronze in der Alpinen Kombination gewinnen. Strand Nilsen trat Ende der Saison 2002/03 zurück.